# 세실 프랭크 파월
세실 프랭크 파월(일본어: Cecil Frank Powell, FRS, 1903년 12월 5일 ~ 1969년 8월 9일)은 영국의 실험물리학자이다. 핵반응 과정을 연구하는 사진 찍는 방법(nuclear emulsion)을 개발하였고, 무거운 아원자 입자, 파이온을 발견한 공로로 1950년 노벨 물리학상을 수상하였다.

## 생애와 업적
파월은 영국 켄트의 톤브릿지(Tonbridge)에서 태어나서 그 곳에서 초기 교육을 받았다. 1925년 케임브리지 시드니 석세스 칼리지 (Sidney Sussex College, Cambridge)에서 자연 과학을 전공으로 졸업하였다. 학사 졸업 후 케임브리지 케번디시 연구소에서 일을 하였고, 찰스 윌슨과 어니스트 러더퍼드의 지도로 1927년 응결 현상에 관한 연구로 박사학위를 받았다. 1928년에는 브리스톨 대학교의 윌스 물리 연구소(H.H. Wills Physical Laboratory)의 틴들(A.M. Tyndall)의 연구원으로 일을 시작하여 후에 강사로 임명되었고, 1948년 물리학 교수로 임명되었다.
브리스톨 대학교에 있는 동안 파월은 양이온들의 이동성(mobility)을 측정하는 기술을 개발하는 연구를 하였고 기체의 이온들의 성질에 관한 연구, 원자핵 산란을 연구하는 코크로프트(Cockcroft) 생성기의 개발과 사용에 관한 연구를 하였다. 그는 기본 입자들의 이동 경로를 기록하는 장치를 고안하기 위해서 특화된 감광 유제(photographic emulsions)를 이용하는 방법을 개발하였다. 1938년에 이 기술을 이용하여 우주 방사선을 측정하는데 이용했다. 주세페 오키알리니, H. Muirhead와 젊은 브라질 물리학자 세자레 라테스(César Lattes)와 함께 연구했는데 고지대, 산의 정상, 특별히 고안된 풍선을 이용하여 감광 유제판을 노출시켜 우주 방사선을 측정하였다. 이 연구로 1946년에 파이온을 발견하였고 그의 발견은 핵물리 이론에서 유카와 히데키에 의해 1935년 제안된 가설 입자의 존재를 증명한 것이다.

## 같이 보기
- 마리에타 블라우